# Bassem Rizk
Bassem Rizk, né le 10 avril 1979 à Achrafieh, Beyrouth est musicien et compositeur.

## Biographie
Beyrouth alors ravagée par la guerre, force donc le déplacement de toute la famille à Amchit tout près de Byblos, berceau de l'alphabet et de la civilisation phénicienne. Entouré d'une famille d'artistes et en majeure partie inspiré par la passion de son père qui jouait lui aussi de cet instrument musical à corde, Bassem est initié aux rudiments du oud (luth arabe), dès son plus jeune âge.
À cinq ans, Bassem attire l'attention médiatique grâce à son talent exceptionnel et à sa virtuosité à jouer du oud, du synthétiseur, et du tabl (instrument à percussion). Il fut donc enfant, un véritable phénomène musical et jouait dans toutes les stations radiophoniques régionales.
À quinze ans, poussé par sa curiosité d'en apprendre plus sur l'oud, il est introduit à la méthode de l'école irakienne par l'entremise du célèbre musicien Munir Bachir. Ce grand maître de la musique éveille en lui la passion d'entreprendre des études approfondies afin de maîtriser la méthode et la complexité du Oud, dont l'origine remonte à plus de 4000 ans.
Au cours de sa démarche, il retourne aux racines de l'historique du Oud et étudie plusieurs travaux et essais des fondateurs de cette école, en l'occurrence Messieurs Al-Sharif Mohiedine Haydar, Selman Shouker, Munir and Jamil Bachir. À travers ces expérimentations personnelles, il attire une fois de plus l'attention des critiques musicaux par des performances senties de maqams irakiens et aussi par une grande maîtrise de sa méthode toute personnelle de chevauchement entre les voies et les courses musicales.
À vingt ans, Bassem s'inscrit au conservatoire national de Beyrouth. Au long de son cheminement, il approfondit sa culture musicale à travers les théories et études de la musique orientale. Il participe et remporte le 3e prix au prestigieux concours international de la Ligue arabe de concert avec l'université du Saint-Esprit à Kaslik Usek (Liban).
Bassem Rizk contribue d'une façon assidue au développement des différentes méthodes musicales liées à l'oud. Il lui redonne donc ses lettres de noblesse et vise en quelque sorte à le rendre plus accessible. Par ses recherches, il découvre des moyens et des visions qui lui permettent de percer le « mur » entre l'Orient et l'Occident afin d'introduire et de faire connaître l'oud d'une façon actualisée. Il attire l'attention de différents metteurs en scène cinématographiques et théâtraux pour qui il compose de la musique originale afin d'étayer leurs œuvres respectives.

## Réalisations
En 2004, il concrétise ses aspirations musicales en enregistrant un premier CD intitulé Echoes from a past. Toutes les compositions portent sa signature. En 2005, Bassem termine le développement d'une nouvelle méthode qui commence déjà à faire son chemin et est incidemment enseignée à l'école de musique Ghassan Yammine, EDMGY, au Liban.
Aujourd'hui, Bassem se produit sur des scènes prestigieuses au Liban et dans divers pays d'Europe. Poussé par son amour de la musique et du oud, Bassem Rizk réussit le pari de redonner à cet instrument classique une nouvelle sonorité, jeune, moderne et plus accessible.
Considéré par la Presse spécialisée comme le nouvel espoir de la musique arabe classique, Bassem Rizk est à l'heure actuelle un des piliers de sa génération concernant ses connaissances et sa maîtrise du oud.